# تیوسیانیک اسید
اسید تیوسیانیک (انگلیسی: Thiocyanic acid) نوعی اسید ضعیف با فرمول شیمیایی HSCN  است که به شکل توتومر با ایزوتیوسیانیک وجود دارد.